# NGC 4309
NGC 4309 (również PGC 40051 lub UGC 7435) – galaktyka spiralna z poprzeczką (SB0-a), znajdująca się w gwiazdozbiorze Panny. Odkrył ją Christian Peters w 1881 roku. Należy do Gromady w Pannie.